# Лоик Него
Лоик Него (мађ. Négo Loïc, фр. Loïc Nego; Париз, 15. јануар 1991) је професионални фудбалер који игра на позицији десног бека за Ле Авр и игра за фудбалску репрезентацију Мађарске.

## Каријера

### Клуб
Дана 18. јуна 2008. године Него је потписао свој први професионални уговор слажући се са трогодишњим уговором са ФК Нант до јуна 2011. Него је свој професионални деби имао 14. маја 2010. у лигашком мечу против Кана наступајући као замена на полувремену, меч је завршен поразом од 3 : 1.
Него се придружио Роми на петогодишњи уговор након завршетка ФИФА У-20 Светског првенства 2011. године.

### Чарлтон
Дана 29. јануара 2014, Него је потписао уговор на три и по године за тим из Чемпионшипа, Чарлтон атлетиком, уз необјављену накнаду, уочи Чарлтоновог меча против Виган Атлетика када је и дебитовао у лиги за клуб.
У августу 2014, Него се поново придружио Ујпешту на сезонској позајмици.

### Фехервар
Дана 31. августа 2015. Него се придружио мађарском ФК Фехервару уз стални уговор. Са Фехерваром је освојио државно првенство у |сезони 2017/18.
Свој први гол у лиги Мађарске је постигао у сезони 2021/22 у ремију 1 : 1 са МТК Будимпештом на стадиону Нандор Хидегкути 10. априла 2022, док је његов други гол стигао у победи од 3 : 0 против Дебрецени ВСЦ на стадиону Нађерде 30. априла 2022.
На државном првенству Мађарске у сезони 2022/23. постигао је још један гол против Кечкемета ТЕ 31. августа 2022. године.

### Авр
Дана 23. јуна 2023. потписао га је Л Авр.

## Репрезентација

### Француска
Него је рођен у Француској и пореклом је из Гваделупа.  Он је био француски омладински интернационалац и представљао је Француску на свим нивоима младих за које има право. Него је био део тима који је 2010. освојио УЕФА Европско првенство у фудбалу до 19 година одржаном у Француској.

### Мађарска
У фебруару 2019. године, још док није говорио мађарски, Него је стекао мађарско држављанство натурализацијом. Дана 8. октобра 2020. године дебитовао је за репрезентацију Мађарске против Бугарске у плеј-офу за Европско првенство 2020. Дана 12. новембра 2020. постигао је свој први гол за Мађарску против Исланда у плеј-офу квалификација за Европско првенство 2020. у Пушкаш арени. Само два минута након његовог гола, Доминик Собослаи је постигао још један, што је омогућило Мађарској да преузме вођство и на крају победи Исланд са 2 : 1, чиме се квалификује за Европско првенство у фудбалу 2020. године.
Дана 1. јуна 2021. Него је био укључен у екипу од 26 играча који су представљали Мађарску на поново заказаном УЕФА Еуро 2020 турниру.